# Manuel de Villaflor
Manuel de Villaflor (València, ? - Madrid, 1707) fou compositor i intèrpret per als teatres de Madrid a la última dècada del segle xvii i els primers anys dels segle xviii. Es va casar amb l'actriu Sabina Pascual, van tenir dos fills (Ramon i Manuel) i una filla (Rita). Rita es va convertir en actriu professional, mentre que Ramon va esdevenir cantant, violinista i actor. En 1690 Villaflor ja treballava a Madrid. El 1699 formava part de la companyia de Carlos Vallejo com a músic principal i va compondre la música per a la reposició de l'auto "El laberinto del mundo" de Calderón per a Corpus Christi. La seva música per a aquesta auto inclou diverses cançons, un cor, un duo i un recitatiu per a la figura de Mentira. Durant aquest any també actuava a la festa de sarsuela "Júpiter y yo" o "Los cielos premian desdenes", escrita per Lazua i interpretada per al carnaval a la cort.
En 1700 va col·laborar amb la companyia de Juan de Cárdenas i va compondre música per a les reposicions de dos autos de Calderón. En 1701 i 1703 ell i la seva dona van formar la seva pròpia companyia, coneguda indistintament com de Sabina Pascual i de Manuel de Villaflor, i ell va actuar amb ella a les temporades de 1705 i 1706. El fet que formaren la seva pròpia companyia mostrava les seves habilitats pràctiques i administratives, i de la reputació de la que gaudia entre els seus amics. Així ho demostra també el fet que fos l'administrador principal de la Cofradía de Nuestra Señora de la Novena, el gremi d'actors, a 1692, 1701, 1702, 1704 i 1705. És probable que Villaflor componguera i actuara en nombroses sarsueles i comèdies per a la cort i per als escenaris públics durant els més de quinze anys durant els que va ser músic teatral a Madrid. Les seves obres es conserven a la Catedral de Palma, la Biblioteca de Catalunya, Biblioteca Nacional de Madrid, Biblioteca de l'Estat de Califòrnia a Sutro, San Francisco, Biblioteca Nacional de Mèxic i al fons musical CMar (Fons de l'església parroquial de Sant Pere i Sant Pau de Canet de Mar).